# Пољска народна армија
Пољска народна армија била је оружана сила Народне Републике Пољске од 1945. до 1990.

## Увод
Зачетак Пољске народне армије биле су пољске јединице Црвене армије формиране у СССР од 1943, након прекида дипломатских односа са пољском избегличком владом у Лондону: најпре дивизија ’Тадеуш Кошћушко’, а затим 1. Пољски корпус са око 37.000 људи (по ослобођењу Украјине преко 100.000). Ове пољске јединице учествовале су у борбама на Источном фронту, у Варшавском устанку, ослобођењу Пољске и бици за Берлин 1945. До краја рата Пољске јединице Црвене армије имале су преко 300.000 бораца, пруживши тако снажан ослонац комунистичкој револуцији у Пољској.

## Организација
Пољска народна армија формирана је по ослобођењу Пољске 1945. као савезник Црвене армије. Оружаним снагама Народне републике Пољске командовао је Комитет за одбрану, коме је било подређено министарство одбране. Општа војна обавеза обухватала је све способне грађане од 20 до 50 година старости, а војни рок трајао је 2 године у копненој војсци, а 3 у морнарици.
Копнена војска, јачине око 200.000 људи (1976), имала је 15 дивизија: 8 механизованих, 5 тенковских и по једну ваздушно-десантну и амфибијску дивизију. 1976. имала је 3.400 тенкова (Т-55 и ПТ-76) и велики број оклопних транспортера, самохотки и ракета земља-ваздух.
Ратно ваздухопловство имало је 1976. око 670 борбених авиона (МиГ-17, МиГ-19, МиГ-21, Су-17 и Ил-28) и 40 хеликоптера.
Ратна морнарица имала је 1976. 4 разарача, 4 подморнице, 24 миноловаца и 20 торпедних чамаца.